# Tenno Ike
Tenno Ike är en sjö i Antarktis. Den ligger i Östantarktis. Norge gör anspråk på området. Tenno Ike ligger 190 meter över havet.
I övrigt finns följande vid Tenno Ike:
- Heito Ike (en sjö)